# Petroglyph Provincial Park

Felszeichnungen im Petroglyph Provincial Park

Der Petroglyph Provincial Park ist ein 1,8 ha großer Provincial Park in der kanadischen Provinz British Columbia und gehört, neben dem Memory Island Provincial Park und dem Seton Portage Historic Provincial Park, zu den drei kleinsten der Provincial Parks in British Columbia. Der Park liegt im Regional District of Nanaimo, am Stadtrand von Nanaimo.
Namensgebend für den Park sind die zahlreichen Petroglyphen welche sich im Park finden. Die mehr als 1000 Jahre alten Felsritzungen zeigen dabei Bilder von mythologischen Seewesen sowie menschliche und tierische Figuren/Symbolen. Die Sandsteinarbeiten werden dabei hauptsächlich den Snuneymuxw zugeschrieben.

## Anlage
Bei dem Park handelt es sich um ein Schutzgebiet der Kategorie III (Naturdenkmal).
Der Park liegt zwischen dem Trans Canada Highway und der Stelle an welcher der Nanaimo River in dem Northumberland Channel, einem Nebenarm der Strait of Georgia, mündet.

## Geschichte
Der Provincial Park wurde am 24. August 1948 eingerichtet. Der Park gehört damit zu den älteren der Provincial Parks in British Columbia. Im Lauf der Zeit wurde sowohl der Schutzstatus als auch die Größe des Parks (er hatte zeitweise 1,554 ha) mehrfach geändert.

## Aktivitäten
An touristischer Infrastruktur findet sich im Park nur eine kleine Information. Einrichtungen zur Erholung sind nicht vorhanden.